# Lepidiolamprologus
Genre
Lepidiolamprologus est un genre de poisson de la famille des Cichlidae.
Il est endémique du lac Tanganyika en Afrique.

## Liste des espèces
Selon FishBase (1 Fev. 2016) :
- Lepidiolamprologus attenuatus (Steindachner, 1909)
- Lepidiolamprologus cunningtoni (Boulenger, 1906)
- Lepidiolamprologus elongatus (Boulenger, 1898)
- Lepidiolamprologus kamambae Kullander, Karlsson & Karlsson, 2012
- Lepidiolamprologus kendalli (Poll et Stewart, 1977)
- Lepidiolamprologus mimicus Schelly, Takahashi, Bills & Hori, 2007
- Lepidiolamprologus profundicola (Poll, 1949)

## Galerie

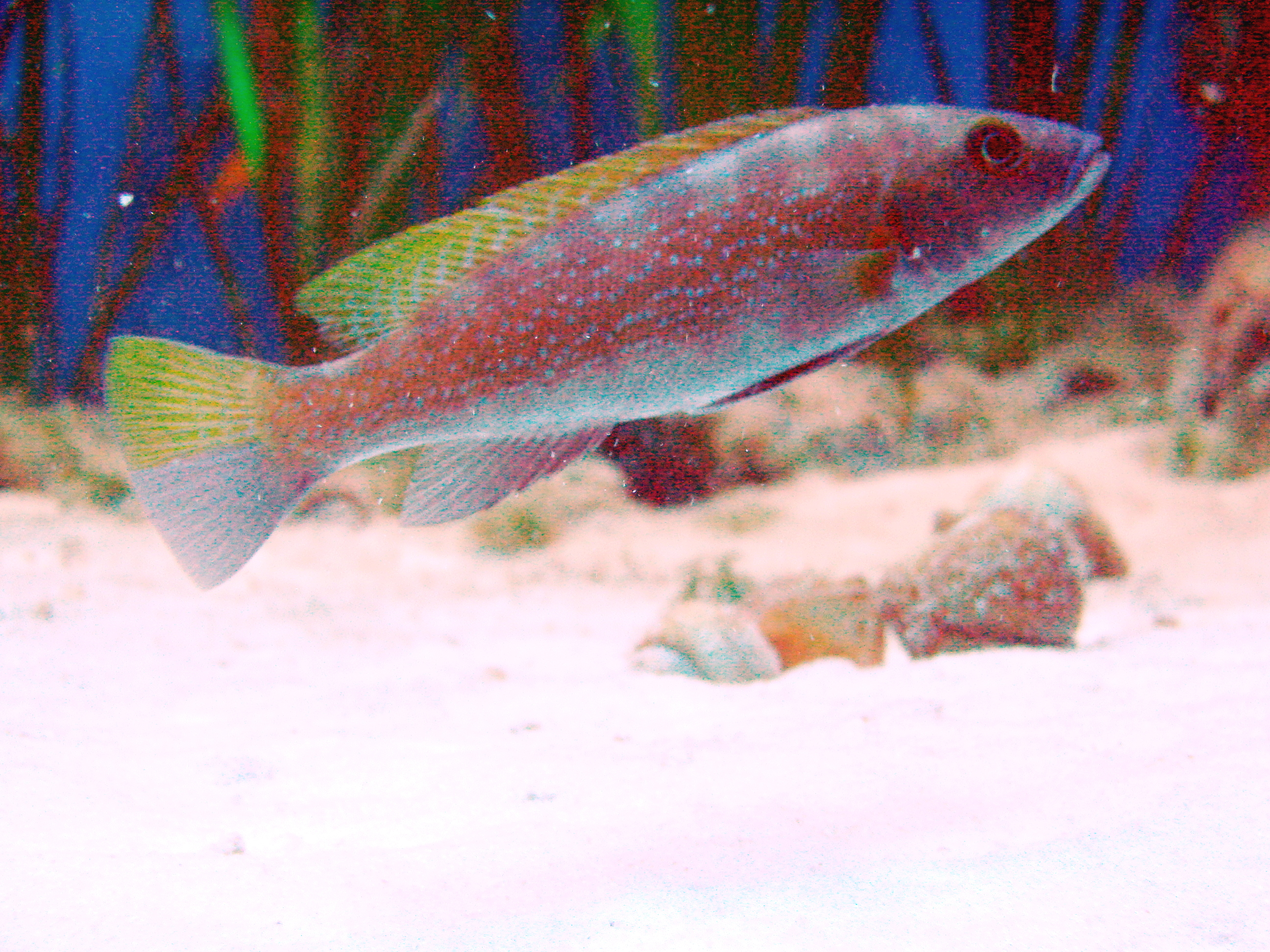
Lepidiolamprologus cunningtoni en aquarium au zoo de Wrocław